# Historia de Senegal
La historia de Senegal se divide comúnmente en diversos períodos diferencias que incluyen el período prehistórico, el período precolonial, el período colonial y la era contemporánea.

## Período prehistórico
Hallazgos arqueológicos por toda el área indican que Senegal estuvo habitado en tiempos prehistóricos.

### Paleolítico
La evidencia más temprana de ocupación humana en Senegal se encontró en el valle del río Falémé en el sureste. La presencia del hombre en el bajo paleolítico está testimoniada por el descubrimiento de instrumentos de piedra característicos del achelense como hachas de mano de las que informó Théodore Monod en la punta de Fann en la península de Cap-Vert en 1938, o en cuchillas encontrados en el sureste. Se han encontrado también piedras conformadas mediante la técnica de Levallois, característica del paleolítico medio. La industria musteriense está representada por raspadores encontrados en la península de Cap-Vert, así como en los valles medios y bajos del río Senegal y del Falémé. Algunas pieces se han relacionado directamente con la caza, como las encontradas en Tiémassass, cerca de M'Bour, un lugar controvertido es que algunos pertenecen al paleolítico superior, mientras que otros argumentan en favor neolítico.

### Neolítico
En Senegambia, el período durante el cual los cazadores-recolectores-pescadores pasaron a sendentarizarse y convertirse en agricultores y artesanos está bien estudiado. En el registro arqueológico, se observa la aparición de objetos elaborados y cerámica. Aunque estos hallazgos no cubren todo el territorio y existen regiones sin mucha información. Si bien las características y las manifestaciones de esta cultura neolítica están bien identificados su origen y la relación con otras áreas todavía necesita más estudio. Lo que se ha encontrado, es esto:
- La excavación de Cabo Manuel: el depósito del Dakar manuelino fue descubierto en 1940.[7] Este depósito muestra que sue usaron pedazos de basalto, iincluyendo ankaramita, para fabricar útiles microlíticos como hachas y planos. Estos utensilios se encontraron en Gorea y en las islas Magdalena, lo cual indica que existía la actividad de construcción de barcos por parte de los pescadores cercanos.
- La excavación de Bel-Air: las herramientas enolíticas de Bel-Air están hechas usualmente de sílex y se han encontrado en las dunas occicentales, cerca de la capital. Además de hachas, azadas y alfarería, se encontró una estatuilla, la Venus de Thiaroye[8]
- La excavación de Khant: el arroyo de Khant, situado al norte cerca de Kayar en la parte baja del valle del río Senegal, se usa para nombrar la industria neolítica que usa principalmente hueso y madera.[9][10]
- La excavación de río Falémé situada al sureste de Senegal, ha puesto al descubierto utensilios neolíticos que fueron fabricados y pulidos usando materiales tan diversos como arenisca, hematita, shale, quarzo y sílex. Además hay alfarería bien conservada procedente de este sitio arqueológico.
- Las civilización neolítica del valle del río Senegal y de Ferlo son las que se conocen peor debido a que no siempre se diferencian de las anteriores.

## Período precolonial

Imperio yólof.

En el territorio del actual Senegal se encuentran diversos pueblos de las familias lingüísticas mandé occidentales y senegambiana (atlántica septentrional). Estos dos grupos sólo están remotamente relacionados, por lo que podrían corresponder pueblos que entraron en diferentes momentos en Senegal. La mayor parte de los lingüistas acepta que existe una relación lejana entre las lenguas mandé, las lenguas atlánticas y otras lenguas Níger-Congo. Algunas de las principales etnias actuales de Senegal como los serer, los wólof o los fula hablan lenguas senegambianas.
El primer imperio conocido que ocupó territorios del actual Senegal es el de Takrur que perduró entre el siglo IX y el siglo XIII. El Islam se estableció en el valle del río Senegal en el siglo XI. Actualmente, el 84% de los senegaleses de hoy en día son musulmanes. El imperio de Ghana que perduraría hasta el siglo XIII ejerció cierto influjo cultural y comercial sobre Senegal. También entre los siglos los siglos XII y XIV, el área estuvo bajo la influencia de los imperios mandinga del Este como el imperio de Malí.
El imperio Yólof o Wólof de Senegal también fue fundado durante este tiempo y es el único de estos reinos e imperios africanos cuyo origen es senegalés autóctono. En el siglo XVI, el imperio Yólof se dividió en cuatro reinos competidores: los Wólof, Waalo, Cayor y Baol.

## La era de los puestos comerciales y el tráfico
Según varias fuentes antiguas, incluyendo ocasiones por el Dictionnaire de pédagogie et d'instruction primaire de Ferdinand Buisson en 1887, el primer asentamiento francés en Senegal se remonta a los Dieppe en el siglo XIV. Halagador para los marinos normandos, este argumento da crédito también a la idea de una precedencia de la presencia francesa en la región, pero no se ve confirmado por trabajos posteriores.
A mediados del siglo XV, varias naciones europeas llegaron a las costas de África Occidental, investidas sucesiva o simultáneamente por portugueses, holandeses, ingleses y franceses. Los europeos se instalaron primero en las costas, en las islas de las desembocaduras de los ríos y luego un poco más arriba. Abrieron puestos comerciales y se dedicaron al "comercio", término que, bajo el Antiguo Régimen, designaba cualquier tipo de comercio (trigo, pimienta, marfil...), y no necesariamente, o sólo, el comercio de esclavos, aunque este "tráfico infame", como se le llamaba a finales del siglo XVIII, estaba efectivamente en el corazón de un nuevo orden económico, controlado por poderosas compañías de privilegio.

### Los navegantes portugueses

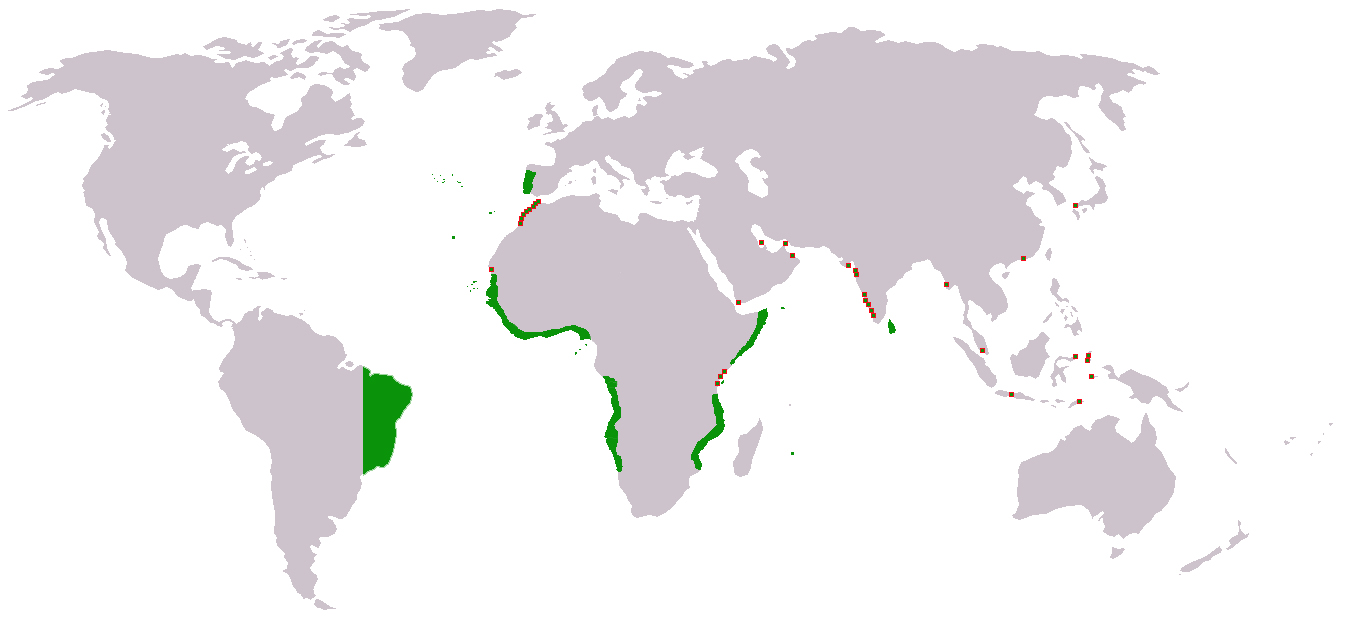
Colonias y puestos portugueses bajo el reinado de João III,.

Alentados por Enrique el Navegante y siempre en busca del Paso a la India, sin olvidar el oro y los esclavos, los exploradores portugueses exploraron la costa africana y se aventuraron aún más al sur.
En 1444 Dinis Dias se alejó de la desembocadura del río Senegal para alcanzar el punto más occidental de África que él llama Cabo Verde, Cabo Verde, debido a la exuberante vegetación que allí se ve. También llegó a la isla de Gorée, llamada por sus habitantes Berzeguiche, pero que él llamó Ilha de Palma, la isla de las Palmeras. Los portugueses no se establecieron allí de forma permanente, pero utilizaron el lugar para desembarcar y comerciar en la región. Construyeron una capilla en 1481. Los puestos comerciales portugueses se instalaron en Tanguegueth en Cay, ciudad que rebautizaron como Fresco Río (la futura Rufisque) por la frescura de sus fuentes en el Baol Sali (más tarde ciudad costera de Saly) que toma el nombre de Portudal, o a Joal en el Reino de Sine.
También atravesaron la baja Casamance y fundó Ziguinchor en 1645. La introducción del cristianismo acompañó esta expansión comercial.

### La Compañía Holandesa de las Indias Occidentales
Tras el Acta de Abjuración de 1581, la Provincias Unidas burló la autoridad de Rey de España. Basaron su crecimiento en el comercio marítimo y ampliaron su imperio colonial en Asia, América y Sudáfrica. En África Occidental se abrieron puestos comerciales en algunos puntos de los actuales Senegal, Gambia, Ghana y Angola.

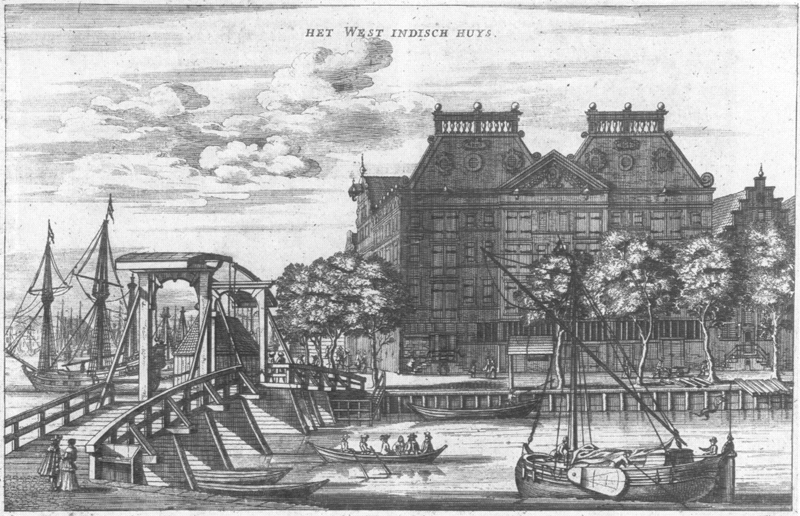
La Compañía Holandesa de las Indias Occidentales en Ámsterdam en 1655.

Creada en 1621, la Compañía Holandesa de las Indias Occidentales compró la isla de Gorée en 1627. La compañía construyó dos fuertes que hoy están en ruinas: en 1628 en la cara de la ensenada de Nassau y en 1639 en Nassau en la colina, así como almacenes para las mercancías destinadas a los puestos comerciales del continente .
En su Descripción de África (1668), el humanista neerlandés Olfert Dapper da la etimología del nombre que le daban sus compatriotas, Goe-ree Goede Reede, es decir buen puerto, que es el nombre de (parte de) una isla en la provincia holandesa de Zelanda también.
Los colonos holandeses ocuparon la isla durante casi medio siglo, comerciando con cera, ámbar, oro, marfil y también participaron en el tráfico de esclavos, pero se mantuvieron alejados de los puestos comerciales extranjeros de la costa. Los holandeses fueron desalojados varias veces: en 1629 por los portugueses, en 1645 y 1659 por los franceses y en 1663 por los ingleses.

### En el contexto de la rivalidad anglo-francesa
El "comercio" y la trata de esclavos se intensificaron en el siglo XVII. En Senegal, franceses y británicos competían principalmente por dos cuestiones, la isla de Gorée y St. Louis. El 10 de febrero de 1763, el Tratado de París puso fin a la Guerra de los Siete Años y reconcilió, tras tres años de negociaciones, a Francia, Gran Bretaña y España. Gran Bretaña devolvió a Francia la isla de Gorée. Gran Bretaña adquirió entonces de Francia, entre otros muchos territorios, "el río de Senegal, con los fuertes y puestos comerciales de San Luis, Podor y Galam y todos los derechos y dependencias de dicho río de Senegal".
Bajo Luis XIII y sobre todo Luis XIV, los privilegios se concedieron con bastante amplitud a ciertas compañías navieras francesas, que seguían teniendo muchas dificultades. En 1626 Richelieu fundó la Compañía Normanda, una asociación de mercaderes de Dieppe y Rouen encargada de la explotación en Senegal y Gambia. Se disolvió en 1658 y sus activos fueron adquiridos por la Compañía del Cabo Verde y Senegal, a su vez expropiada tras la creación por Colbert en 1664 de la Compañía Francesa de las Indias Occidentales.
La Compañía de Senegal fue fundada a su vez por Colbert en 1673. Se convirtió en el principal instrumento del colonialismo francés en Senegal, pero cargada de deudas, fue disuelta 1681 y sustituida por otra que duró hasta 1694, fecha de creación de la Compañía Real de Senegal, cuyo director, André Brue, sería capturado por el Damel de Cay y liberado contra rescate en 1701. En 1709 se fundó una tercera Compañía de Senegal, que duró hasta 1718. Por parte británica, el monopolio del comercio con África fue concedido a la Royal African Company en 1698.

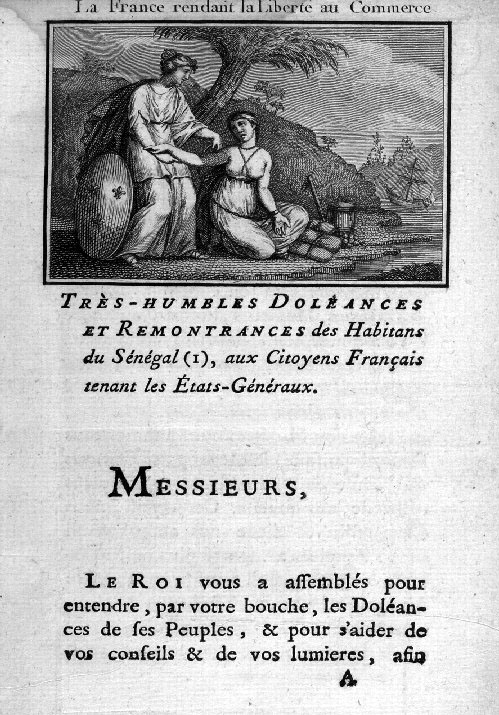
La lista de quejas de Saint-Louis du Sénégal (1789)

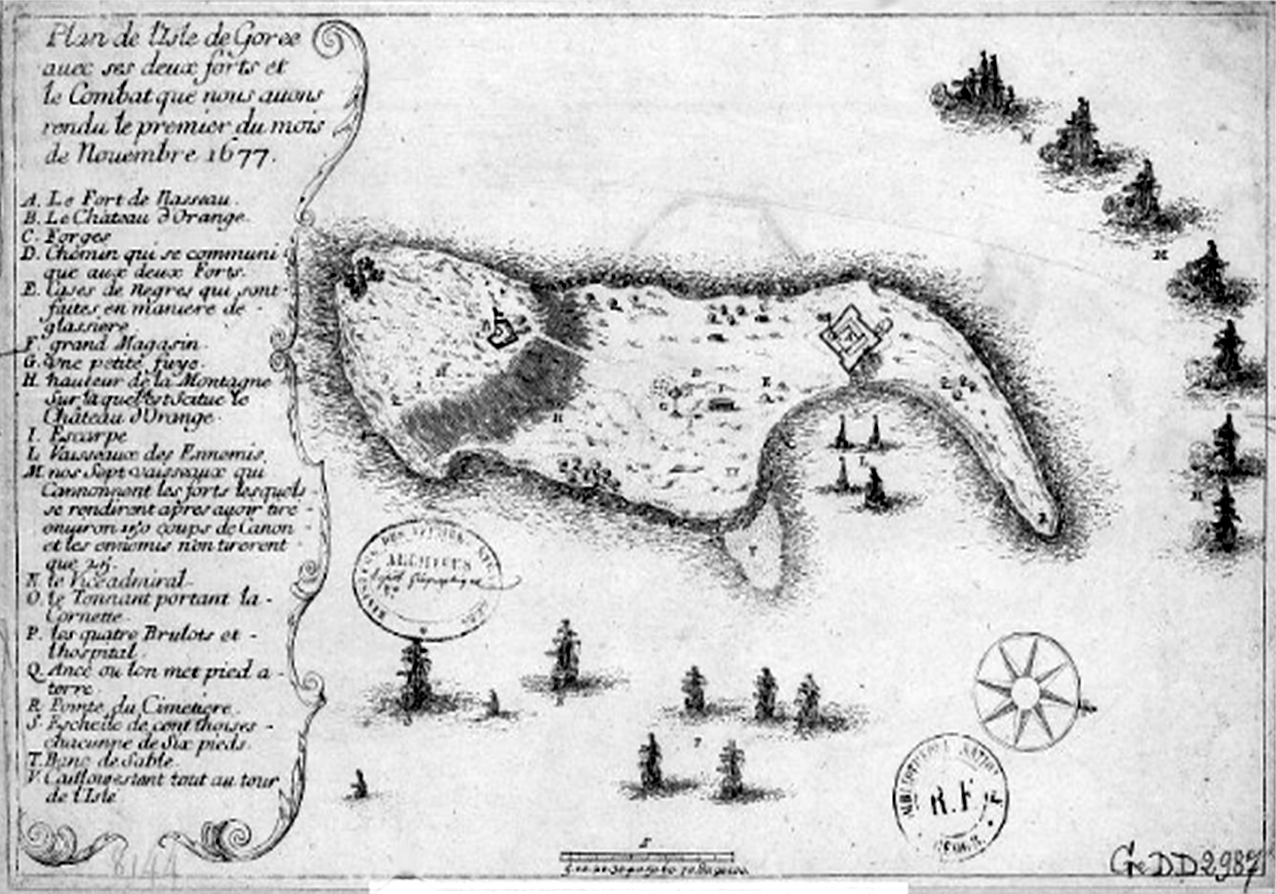
" Plan de l'isle de Gorée avec ses deux forts et le combat que nous avons rendu le premier du mois de novembre 1677 "

Gran Maestre de la guerra naval de Luis XIV, el almirante Jean II d'Estrées se apoderó de Gorée el 1 de noviembre de 1677. La isla fue tomada por los ingleses el 4 de febrero de 1693 antes de ser ocupada de nuevo por los franceses cuatro meses más tarde. En 1698, el director de la Compañía de Senegal, André Brue, restauró las fortificaciones. Pero Gorée volvió a ser inglesa a mediados del siglo XVIII.
Su excelente ubicación llamó la atención de los ingleses, que la ocuparon tres veces durante unos meses en 1693, luego durante la Guerra de los Siete Años de 1758 hasta que fue tomada por el duque de Lauzun en 1779, y por último en 1809 en 1816.
En 1783 la Tratado de Versalles devolvió Senegal a Francia. El monopolio de la goma acacia es concedido a la Compañía de Senegal.
Nombrado gobernador en 1785, Knight Boufflers se centra durante dos años en potenciar la colonia, mientras se dedica al contrabando de goma arábiga y oro con signares. 
En 1789, los habitantes de St. Louis redactan una lista de quejas. Ese mismo año los franceses son expulsados del fuerte San José en Galam y del reino de Galam.

### Una economía comercial
Los europeos se sintieron a veces decepcionados porque esperaban encontrar más oro en África Occidental, pero cuando el desarrollo de plantaciones en América, principalmente en el Caribe, en Brasil y en el sur de Estados Unidos planteó una gran necesidad de mano de obra barata, la zona recibió más atención. El Papado, que en ocasiones se había opuesto a la esclavitud, no la condenó explícitamente hasta finales del siglo XVII; de hecho, la propia Iglesia tiene intereses en el sistema colonial. El tráfico de "ébano" era un problema para los guerreros, que tradicionalmente reducían a la esclavitud a los vencidos. Algunos pueblos se especializaron en el tráfico de esclavos, por ejemplo el Dyula en África Occidental. Estados y reinos competían, junto con comerciantes privados que se enriquecieron mucho en el comercio triangular (aunque algunos envíos resultaron en un verdadero desastre financiero). La inestabilidad político-militar de la región se vio agravada por el tráfico de esclavos.

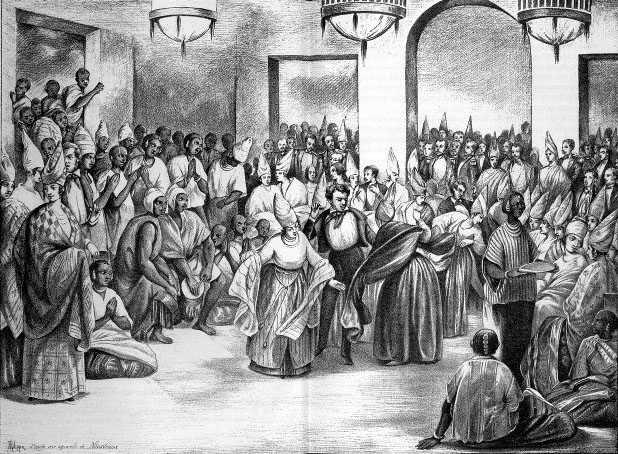
Una bola signares en St. Louis (ardiendo 1890)

El Código Negro, promulgado en 1685, regulaba el tráfico de esclavos en las colonias americanas.
En Senegal, se establecieron puestos comerciales en Gorée, St. Louis, Rufisque, Portudal y Joal y el alto valle del río Senegal, incluido el fuerte San José, en el reino de Galam, fue en el siglo XVIII un motor francés de tráfico en Senegambia.
Paralelamente, se desarrolla una sociedad mestiza en San Luis y Gorée.
La esclavitud fue abolida por la Convención Nacional en 1794, luego reinstaurada por Bonaparte en 1802. El Imperio Británico abolió la esclavitud en 1833; en Francia fue finalmente abolida en la Segunda República en 1848, bajo el liderazgo de Victor Schœlcher.

### El debilitamiento progresivo de la colonia
En 1815, el Congreso de Viena condena la esclavitud. Pero esto no cambiaría mucho económicamente para los africanos.
Tras la marcha de Gobernador Schmaltz (había asumido el cargo al final del naufragio de la Medusa), Roger Baron fomentó especialmente el desarrollo del cacahuete, "el pistacho de tierra", cuyo monocultivo sería largo debido al grave atraso económico de Senegal. A pesar de la ferocidad del Barón, la empresa fue un fracaso.
También prosiguió la colonización de Casamance. La isla de Carabane, adquirida por Francia en 1836, fue profundamente transformada entre 1849 y 1857 por el residente Emmanuel Bertrand Bocandé, empresario de Nantes.

## Período colonial

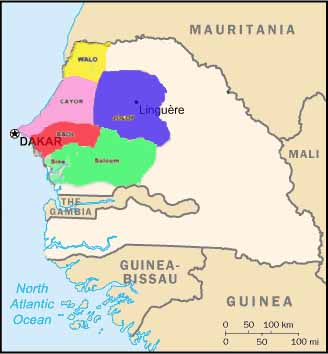
Mapas lingüísticos de la lengua Wolof, Mapas del Imperio Wolof, Mapas de la historia de Senegal

Varias potencias europeas —Portugal, los Países Bajos e Inglaterra— compitieron por el comercio en el área desde el siglo XV, hasta que en 1677 Francia terminó con la posesión de lo que se había convertido en un importante punto de partida del comercio de esclavos, la isla de Gorea cercana Dakar. Fue solo en los años 1850 cuando los franceses, bajo el gobernador Louis Faidherbe, comenzaron a expandirse en el propio territorio senegalés.
Faidherbe fue nombrado gobernador de Senegal (1854-1861 y 1863-1865), penetró lentamente en el interior del país, y sentó las bases de la futura África Occidental Francesa. En una región donde, tras la abolición del tráfico esclavista, la agricultura se basaba en el mijo, el sorgo y los tubérculos. Faidherbe promovió el cultivo del cacahuete. En la administración impuso el fin de los gobiernos locales y creó tribunales autóctonos y escuelas que eran un medio de ejercer coacción sobre los jefes locales como l'École des Otages, destinado a los hijos de los jefes y los intérpretes. El 21 de julio de 1857 se creó el primer cuerpo de tropas autóctonas senegalesas comandadas por Faidherbe.
Conducidas por el capitán de navío Protet, las tropas francesas tomaron posesión de la costa en 1857 y se construyó un pequeño fuerte, pero el jefe de batallón Émile Pinet-Laprade, que elaboró el primer plan catastral en junio de 1858, fue el auténtico fundador de Dakar. Los trabajos del puerto de Dakar, que originalmente no era más que una aldea de pescadores, comenzaron en 1862.
El 1 de diciembre de 1944, el ejército francés masacró a varios centenares de tiradores senegaleses en Thiaroye, en las afueras de Dakar, que reclamaban su paga. Durante mucho tiempo, Francia reconoció treinta y cinco muertos. Aunque el presidente François Hollande mencionó al menos el doble en un discurso pronunciado en noviembre de 2014, los historiadores estiman que el número de víctimas oscila entre trescientas y cuatrocientas.

## Era contemporánea

### Independencia de Francia
En enero de 1959, Senegal y el Sudán francés se unieron para formar la Federación de Malí, que se convirtió en una nación totalmente independiente el 20 de junio de 1960, como resultado de la independencia y el acuerdo de transferencia de poder firmado con Francia el 4 de abril de 1960. Debido a dificultades políticas internas, la Federación se disolvió el 20 de agosto de 1960. Senegal y Soudan (renombrado como la República de Malí) proclamaron su independencia. Léopold Senghor, un conocido poeta internacional, político y estadista, fue elegido como primer presidente de Senegal en agosto de 1960.
Después de la disolución de la Federación de Malí, el presidente Senghor y el primer ministro Mamadou Dia gobernaron juntos bajo un sistema parlamentario. En diciembre de 1962, su rivalidad política llevó a un intento de golpe de Estado por el primer ministro. El golpe fue reducido sin derramamiento de sangre y Dia fue arrestado y encarcelado. Senegal adoptó una nueva constitución que consolidó el poder del Presidente. En 1980, el presidente Senghor se retiró de la política y transfirió el cargo a su sucesor elegido a mano, Abdou Diouf, en 1981.

### Senegambia
Senegal se unió con Gambia para formar la confederación de Senegambia el 1 de febrero de 1982. Sin embargo, la integración imaginada de los dos países nunca se llevó a cabo y la unión fue disuelta en 1989. A pesar de diálogos de paz, un grupo separatista del sur en la región de Casamanza se ha enfrentado esporádicamente con las fuerzas gubernamentales desde 1982. Senegal tiene una larga historia de participación en mantener la paz internacional.
Abdou Diouf fue el presidente entre 1981 y 2000. Fomentó un más amplia participación política, redujo la intervención del gobierno en la economía y amplió los compromisos diplomáticos de Senegal, particularmente con otras naciones países en desarrollo. La política interna a veces se desbordó en violencia callejera, tensiones en las fronteras y un movimiento separatista violento en la región del sur de Casamanza. No obstante, el compromiso de Senegal con la democracia y los derechos humanos se ha consolidado con el tiempo. Diouf sirvió cuatro mandatos como Presidente. En la elección presidencial de 2000, fue derrotado en un libre y justa elección por el líder de la oposición Abdoulaye Wade. Senegal experimentó su segunda transición al poder pacífica y la primera de un partido político a otro.

## SigloXXI
El 30 de diciembre de 2004 el presidente Abdoulaye Wade anunció que firmaría un tratado de paz con dos facciones separatistas del Mouvement des Forces Démocratiques de la Casamance (MFDC) en la ragión de la Casamanza.A  fines de 2006, parecía que el tratado de paz se estaba manteniendo, ya que tanto las facciones como el ejército senegalés parecían honrar el tratado. Con perspectivas reconocidas de paz, los refugiados comenzaron a regresar a casa desde la vecina Guinea-Bissau. Sin embargo, a principios de 2007, los refugiados comenzaron a huir nuevamente ante los temores de un nuevo estallido de violencia entre los separatistas y el gobierno. Para el 2014 se estableció un cese al fuego de manera unilateral, pese a esto, el Conflicto de Casamanza ha continuado, pero en menor intensidad.
Abdoulaye Wade admitió la derrota ante Macky Sall en las elecciones de 2012. En febrero de 2019, el presidente Macky Sall fue reelegido y ganó un segundo mandato. La duración del mandato presidencial se redujo de siete años a cinco.